# Akron Zips

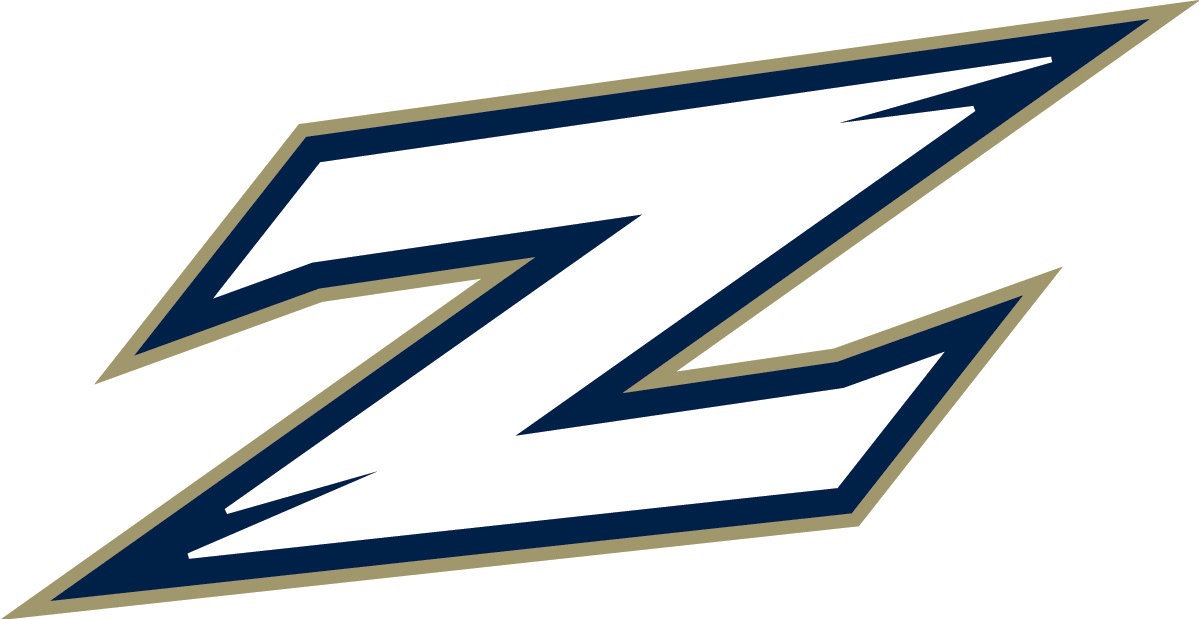
Akron Zips Logo

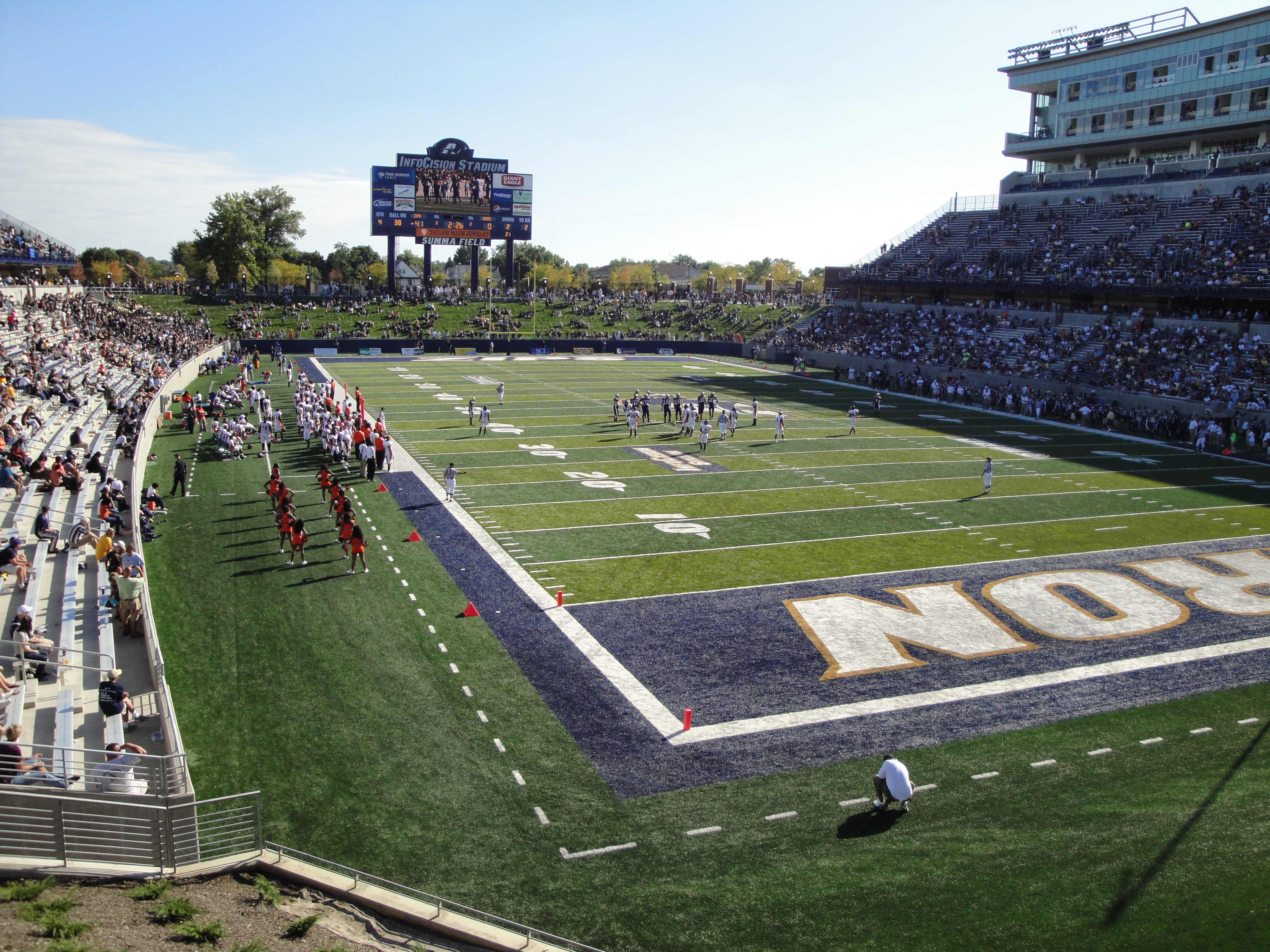
Akron American-Football-Stadion

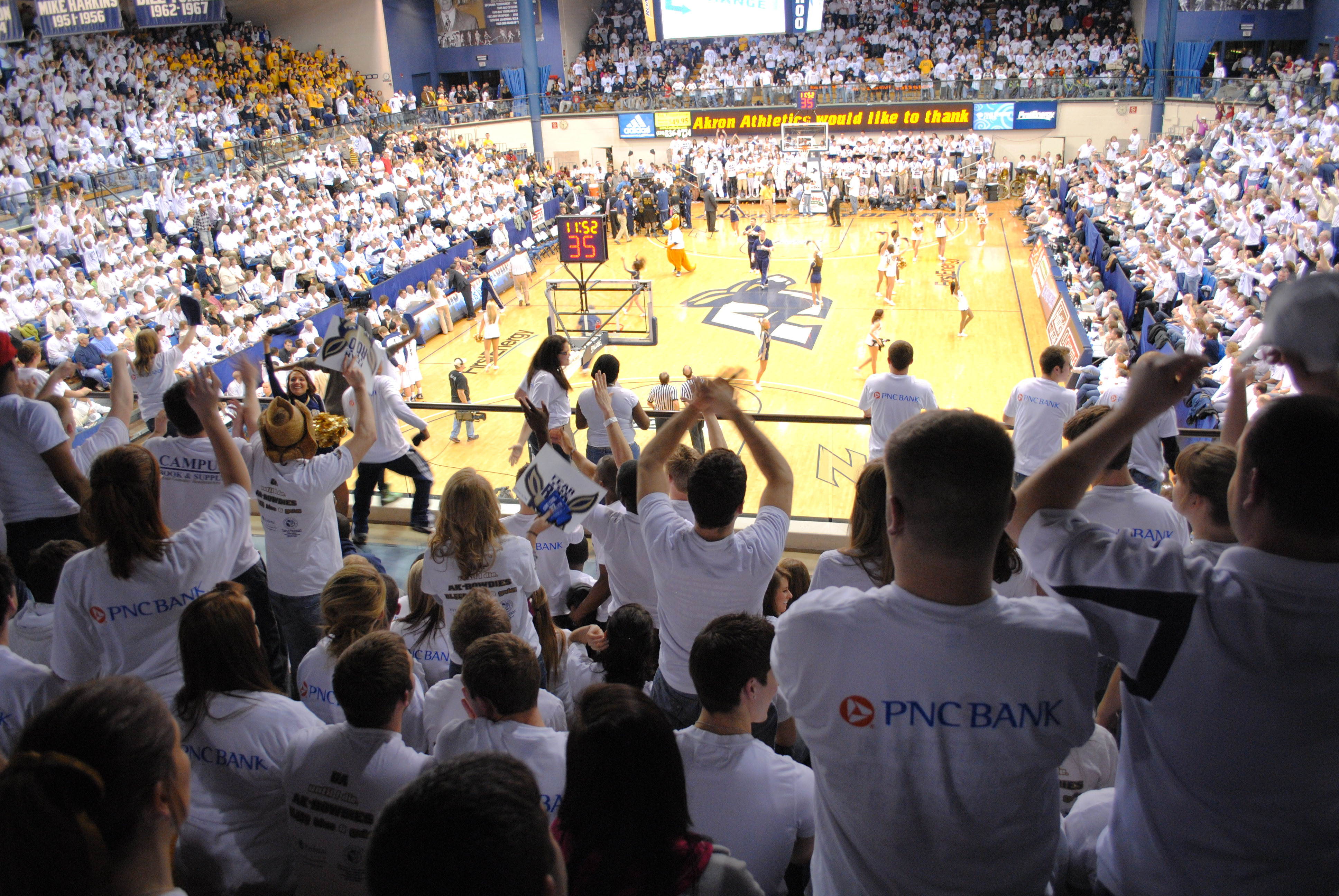
Akron Basketball-Arena

Die  Akron Zips sind die Sportteams der University of Akron. Die 16 verschiedenen Sportteams nehmen an der NCAA Division I als ein Mitglied der Mid-American Conference in der East Division teil.

## Sportarten
Die Zips bieten folgende Sportarten an:
Herren Teams
- Baseball
- Basketball
- Crosslauf
- American Football
- Golf
- Fußball – Mitglied der Big East Conference
- Leichtathletik

Frauen Teams
- Basketball
- Crosslauf
- Golf
- Fußball
- Lacrosse
- Softball
- Schwimmsport & Wasserspringen
- Tennis
- Leichtathletik
- Volleyball

Männer und Frauen-Teams
- Sportschießen – Mitglied der Great America Rifle Conference